# Visumbeleid van Albanië

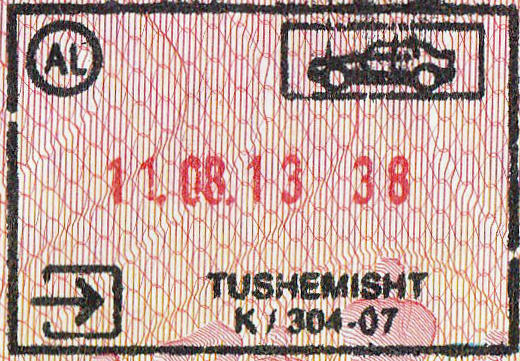
Inreisstempel van Albanië

Bezoekers aan Albanië moeten een visum krijgen van een Albanese ambassadeur, tenzij ze afkomstig zijn uit een van de visumvrijgestelde landen of gekwalificeerd zijn voor visumvrije toegang.
Binnenkomen met een paspoort is verplicht. Burgers uit bepaalde landen of gebieden komen echter in aanmerking voor visumvrij reizen met alleen hun identiteitskaart in plaats van hun paspoort. Paspoorten moeten vanaf de aankomstdatum nog minimaal 3 maanden geldig zijn.
Het visumbeleid van Albanië is vergelijkbaar met het visumbeleid van het Schengengebied. Het verleent 90 dagen visumvrije toegang tot alle Schengenbijlage II-nationaliteiten, met uitzondering van Dominica, Oost-Timor, Grenada, Kiribati, Marshalleilanden, Micronesië, Palau, Saint Lucia, Saint Vincent en de Grenadines, Samoa, Salomonseilanden, Tonga, Tuvalu en Vanuatu. Het verleent ook visumvrije toegang tot verschillende andere landen (Armenië, Azerbeidzjan, China, Kazachstan, Kosovo, Koeweit en Turkije).

## Kaart visumbeleid

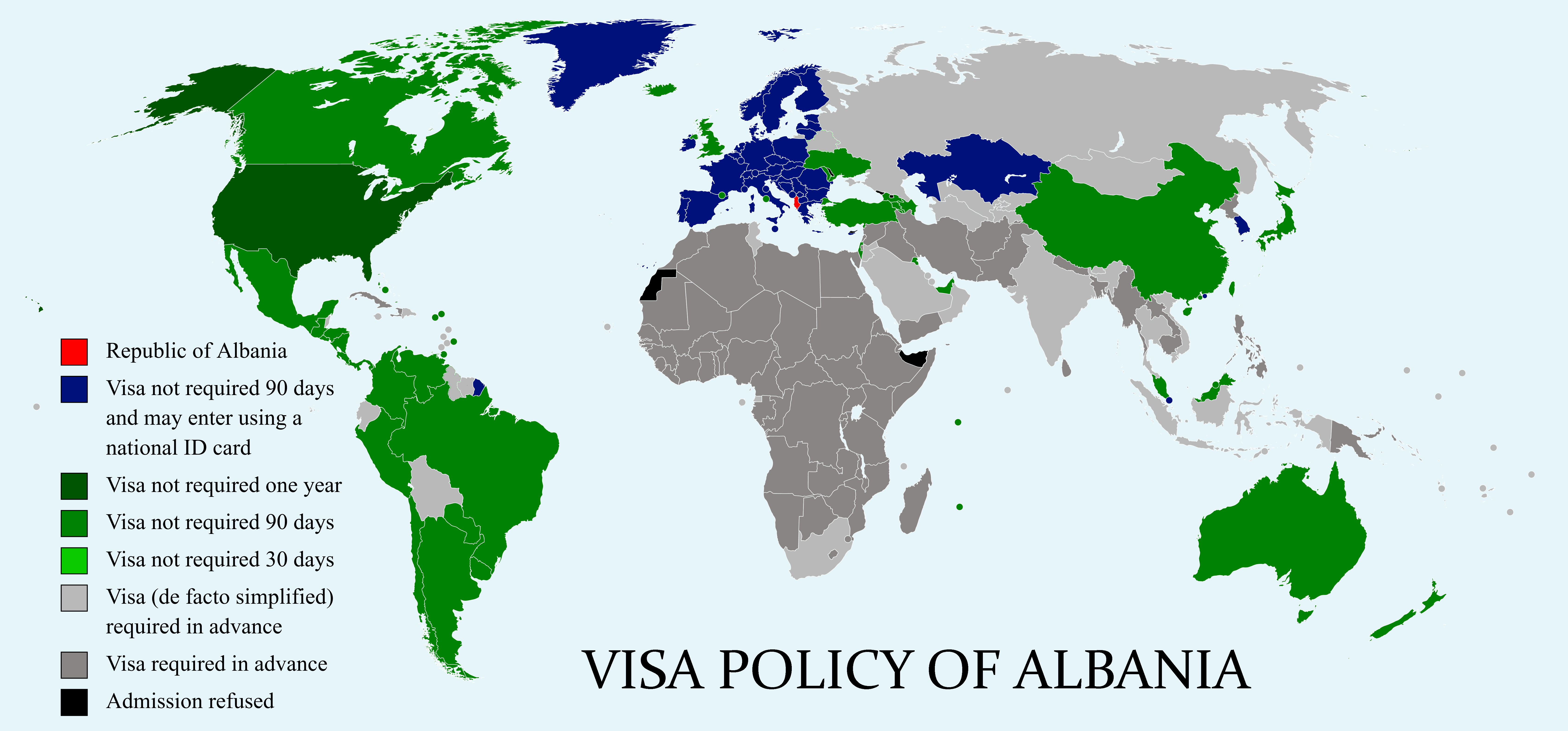
Visumbeleid van Albanië

## Visumvrije toegang
Houders van paspoorten (of in bepaalde gevallen ID-kaarten) van de volgende 88 rechtsgebieden kunnen Albanië binnenkomen zonder visum voor een verblijf van maximaal 90 dagen (tenzij anders vermeld):
| - Alle burgers van de Europese Unie1 \| - Andorra - Antigua en Barbuda3 4 - Argentinië - Armenië3 - Australië - Azerbeidzjan3 - Bahama's3 4 - Barbados3 4 - Bosnië en Herzegovina 1 - Brazilië - Brunei3 4 - Canada - Chili - China - Colombia3 4 - Costa Rica3 4 - El Salvador3 4 - Georgië3 4 - Guatemala3 4 - Guyana - Honduras3 4 - Hongkong2 3 \| - IJsland - Israël - Japan - Kazachstan2 3 - Kosovo1 - Koeweit3 - Liechtenstein1 - Macau3 4 - Maleisië - Mauritius3 4 - Mexico3 4 - Moldavië3 4 - Monaco1 - Montenegro1 - Nieuw-Zeeland - Nicaragua3 4 - Noord-Macedonië1 - Noorwegen1 - Oekraïne3 - Panama3 4 \| - Paraguay3 4 - Peru3 4 - Saint Kitts en Nevis3 4 - San Marino1 - Servië1 - Seychellen3 4 - Singapore1 - Taiwan - Trinidad en Tobago3 4 - Turkije3 - Uruguay3 4 - Vaticaanstad - Venezuela3 4 - Verenigde Arabische Emiraten3 - Verenigd Koninkrijk - Verenigde Staten 5 - Wit-Rusland6 - Zuid-Korea1 - Zwitserland1 \| \| | | |  |
| - Andorra - Antigua en Barbuda3 4 - Argentinië - Armenië3 - Australië - Azerbeidzjan3 - Bahama's3 4 - Barbados3 4 - Bosnië en Herzegovina 1 - Brazilië - Brunei3 4 - Canada - Chili - China - Colombia3 4 - Costa Rica3 4 - El Salvador3 4 - Georgië3 4 - Guatemala3 4 - Guyana - Honduras3 4 - Hongkong2 3 | - IJsland - Israël - Japan - Kazachstan2 3 - Kosovo1 - Koeweit3 - Liechtenstein1 - Macau3 4 - Maleisië - Mauritius3 4 - Mexico3 4 - Moldavië3 4 - Monaco1 - Montenegro1 - Nieuw-Zeeland - Nicaragua3 4 - Noord-Macedonië1 - Noorwegen1 - Oekraïne3 - Panama3 4 | - Paraguay3 4 - Peru3 4 - Saint Kitts en Nevis3 4 - San Marino1 - Servië1 - Seychellen3 4 - Singapore1 - Taiwan - Trinidad en Tobago3 4 - Turkije3 - Uruguay3 4 - Vaticaanstad - Venezuela3 4 - Verenigde Arabische Emiraten3 - Verenigd Koninkrijk - Verenigde Staten 5 - Wit-Rusland6 - Zuid-Korea1 - Zwitserland1 |  |

1 - mag binnenkomen met een nationale identiteitskaart of Ierse paspoortkaart.
2 - mag binnenkomen met een Kazachse nationale identiteitskaart of een permanente identiteitskaart van Hong Kong voor een verblijf van maximaal 90 dagen binnen 180 dagen
3 - burgers van deze landen of gebieden die langer dan 90 dagen binnen 180 dagen verblijven, moeten een visum type "D" verkrijgen.
4 - landen waarvan de burgers zonder visum kunnen binnenkomen vanwege de "visumliberalisering met het Schengengebied".
5 - mag 1 jaar zonder visum blijven.
6 - mogen 30 dagen blijven zonder visum.
Inwoners van de volgende landen kunnen om toeristische redenen zonder visum voor kort verblijf binnenkomen, met een paspoort, van 1 april 2021 tot 31 december 2021:
- Bahrein
- Egypte
- India
- Oman
- Qatar
- Rusland
- Saoedi-Arabië
- Thailand

### Vervangende visa
Elke bezoeker die in het bezit is van een geldig, meervoudig en eerder gebruikt visum dat is afgegeven door een land in het Schengengebied, de Verenigde Staten of het Verenigd Koninkrijk, kan Albanië 90 dagen zonder visum binnenkomen. Visa moeten dan voor aankomst in Albanië minstens één keer zijn gebruikt. De visumvrijstelling geldt ook voor houders van een geldige groene kaart, houders van een door een Schengenland afgegeven verblijfsvergunning of houders van door een EU- of EVA-lidstaat afgegeven reisdocumenten voor vluchtelingen en staatlozen.
Bezoekers van Albanese etniciteit hebben geen visum nodig om Albanië binnen te komen voor een verblijf van maximaal 90 dagen binnen 180 dagen.

## Visumaanvraag
Burgers van de landen die een visum nodig hebben, moeten een aanvraag indienen bij de volgende ambassades van Albanië (burgers van landen zonder een toegewezen ambassade moeten contact opnemen met de geografisch dichtstbijzijnde diplomatieke missie):
- Abu Dhabi: Oman, Jemen
- Ankara: Afghanistan, Georgië, Iran, Irak, Kirgizië, Tadzjikistan, Turkmenistan
- Peking: Bangladesh, Cambodja, China, India, Indonesië, Mongolië, Nepal, Noord-Korea, Filippijnen, Sri Lanka, Thailand, Vietnam
- Brasilia: Bolivia, Colombia, Cuba, Dominicaanse Republiek, Ecuador, Guyana, Haïti, Peru, Suriname
- Boekarest: Liberia, Marokko, Palestina
- Caïro: Kameroen, Congo, Egypte, Eritrea, Ethiopië, Gabon, Ghana, Guinee, Jordanië, Kenia, Libanon, Lesotho, Libië, Madagaskar, Malawi, Mauritanië, Mozambique, Namibië, Nigeria, Pakistan, Palestina, Rwanda, Senegal, Sierra Leone, Somalië, Soedan, Syrië, Tanzania, Togo, Tunesië, Oeganda, Zambia, Zimbabwe
- Doha: Bahrein, Qatar
- Istanboel: Afghanistan, Congo, Georgië, Guinee, Iran, Irak, Libanon, Lesotho, Libië, Madagaskar, Malawi, Mauritanië, Mozambique, Namibië, Nigeria, Pakistan, Rwanda, Senegal, Sierra Leone, Syrië, Tanzania, Togo, Tunesië, Turkmenistan, Oeganda, Oezbekistan, Zambia, Zimbabwe
- Londen: Belize, Fiji, Ivoorkust, Jamaica, Malediven, São Tomé en Principe, Zuid-Afrika, Trinidad en Tobago
- Madrid: Gibraltar, Peru
- Moskou: Wit-Rusland, Kirgizië, Mongolië, Rusland, Tadzjikistan, Turkmenistan, Oezbekistan
- New York: Dominicaanse Republiek, Haïti, Jamaica
- Parijs: Algerije, Benin, Botswana, Marokko, Senegal
- Riyad: Bahrein, Oman, Saoedi-Arabië, Somalië, Jemen
- Rome: Angola, Burkina Faso, Gabon, Ghana, Guyana, Mali, Zuid-Afrika
- Sofia: Cuba, Noord-Korea
- Tokio: Fiji
- Warschau: Wit-Rusland